# بابا لنگ‌دراز (فیلم ۱۹۵۵)
بابا لنگ‌دراز (به انگلیسی: Daddy Long Legs) نام یک فیلم کمدی موزیکال عاشقانه است. کارگردان این فیلم ژان نگولسکو است. این فیلم در سال ۱۹۵۵ ساخته شد. فیلم‌نامه این فیلم بر پایه رمان بابا لنگ‌دراز (۱۹۱۲) اثر جین وبستر، توسط هنری افران و فیبی افران نوشته شده‌است.
فرد آستر و لسلی کارون بازیگران اصلی این فیلم هستند.